# Ossi Oswalda
Ossi Oswalda (née Oswalda Stäglich à Niederschönhausen le 2 février 1897, et morte le 17 juillet 1947 à Prague) est une actrice allemande du cinéma muet. Sa popularité lui valut le surnom de "Mary Pickford allemande".

## Carrière
Ossi Oswalda a une formation de ballerine et est danseuse au théâtre à Berlin.
Elle fait ses débuts dans Nuit d'horreur de Richard Oswald avant d'être découverte par l'acteur et scénariste Hanns Kräly, qui la recommanda à Ernst Lubitsch, pour qui elle tourne plusieurs films comme Le Palais de la chaussure Pinkus (son premier rôle important) ou Je ne voudrais pas être un homme, qui « ne manque pas de charme et montre bien la vitalité de la comédie allemande de cette époque ».

En 1921, après avoir beaucoup tourné, délaissée par ses précédents réalisateurs, Ossi Oswalda crée sa propre société de production (la Ossi Oswalda-Film) avec son mari de l'époque, le baron Gustav von Koczian. Ils produisent seulement six films, tous avec Ossi Oswalda et réalisés par son ami Victor Janson avant qu'elle ne rejoigne l'UFA où elle travailla avec Willy Fritsch, Harry Liedtke, Hans Albers ou Fritz Kampers.
La carrière d'Ossi Oswalda décline en même temps que le cinéma muet, et elle ne tourne que deux films parlants, le dernier étant Der Stern von Valencia. Elle tente aussi sa chance dans une opérette, mais cela ne fut pas couronné de succès.
Ossi Oswalda partit ensuite pour la Tchécoslovaquie (avec Julius Aussenberg, un ancien de la Fox) où elle est créditée pour avoir fourni l'histoire d'un film, Čtrnáctý u stolu (Quatorze à table).
Ossi Oswalda meurt dans de misérables conditions à Prague le jour de l'an 1948.

## Filmographie partielle
- 1916 : Nuit d'horreur d'Arthur Robison et Richard Oswald
- 1916 : Le Palais de la chaussure Pinkus d'Ernst Lubitsch
- 1918 : Je ne voudrais pas être un homme d'Ernst Lubitsch
- 1918 : Meine Frau, die Filmschauspielerin d'Ernst Lubitsch
- 1919 : La Princesse aux huîtres d'Ernst Lubitsch
- 1919 : Meyer de Berlin (Meyer aus Berlin) d'Ernst Lubitsch
- 1919 : La Poupée (Die Puppe) d'Ernst Lubitsch
- 1925 : Niniche de Victor Janson
- 1925 : Le Rapide de l'amour de Johannes Guter
- 1927 : Florette et Patapon d'Amleto Palermi

## Photos d'Ossi Oswalda

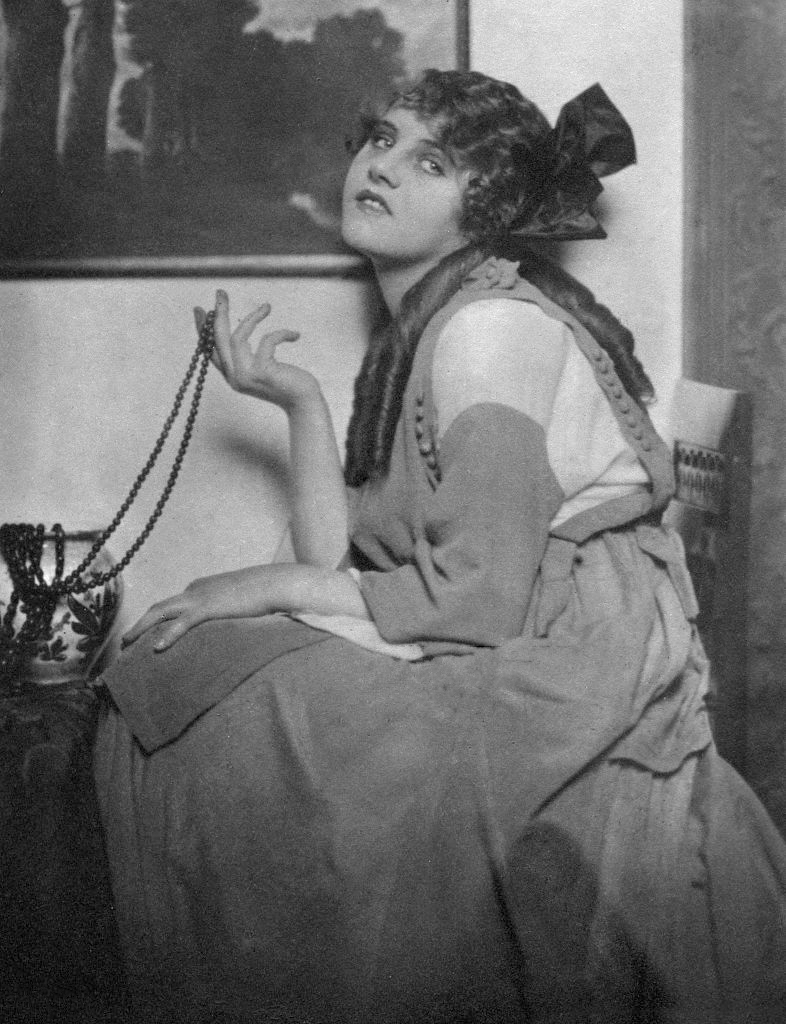
Photographie de Nicola Perscheid
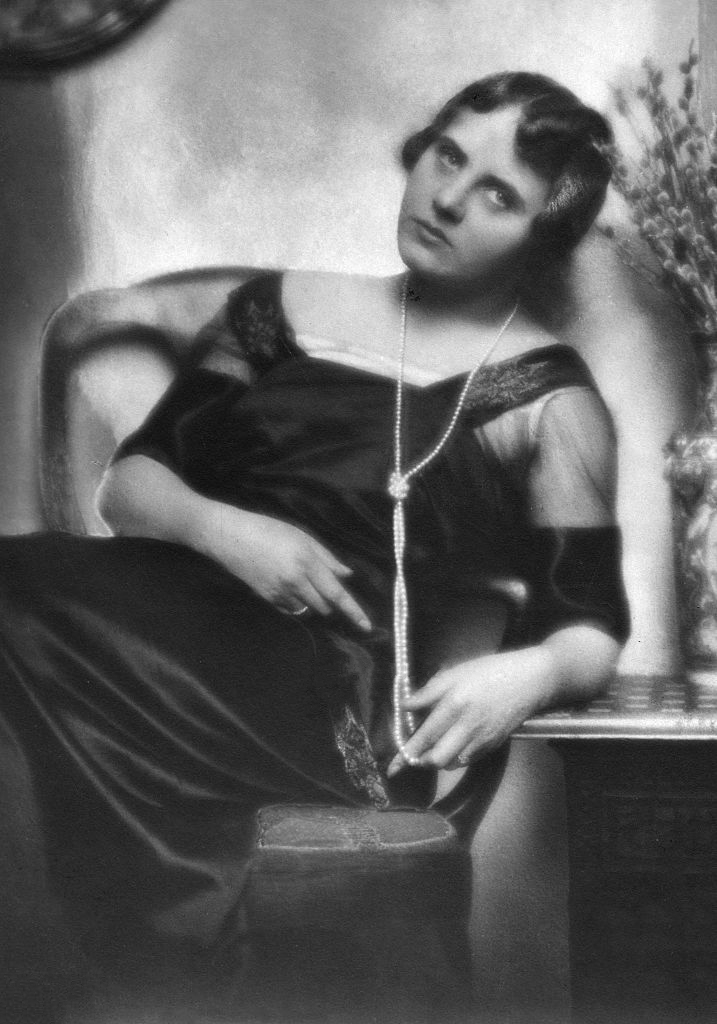
Photographie de Nicola Perscheid
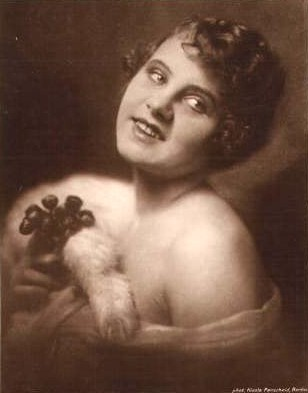
Photographie de Nicola Perscheid
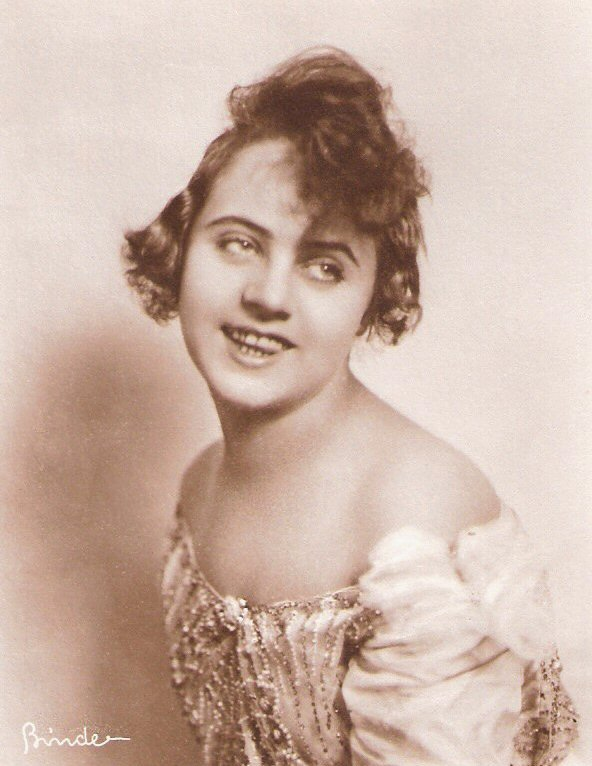
Photographie d'Alexander Binder